# Кримне (Ковельський район)
Кри́мне, іноді Кримно — село в Україні, у Дубечненській сільській громаді Ковельського району Волинської області.

## Географія

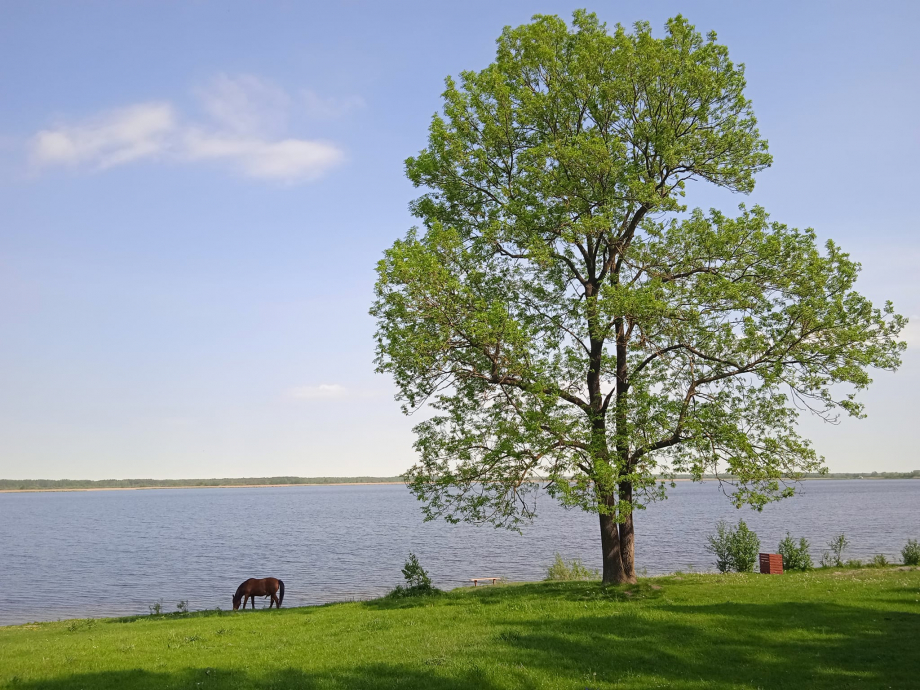
Озеро Домашнє

Село Кримне розташоване в поліській низовині навколо озера Домашнє. Поблизу міститься озеро Пісочне, що єднає Кримне водним плесом із селом Любохини. На північному заході — долина річки Прип'ять. На відстані 2 км від села розташоване озеро Солинка.

## Історія
На північ і північний схід від Кримного розташовувалися мезолітичні стоянки свідерської та коморницької культур. На захід від села в стародавні часи була майстерня з виготовлення крем'яних знарядь.
Легенда про походження назви стверджує, що село отримало її через козаків, які їхали в Крим по сіль, але вночі заблукали та, побачивши озеро, подумали, що вже опинилися в Криму і перед ними море.
У 1599 році село згадується як підпорядковане Любомльському замку. Воно було поділене між Любомльським і Ратненським староствами.
У березні 1848 року відбулося селянське повстання проти поміщика Браницького з вимогою перевести селян із панщини на оброк. Повстання було придушене викликаними військами.
22 червня 1941 року німецькі війська окупували Кримне. В селі окупаційною владою було розташовано пост Української допоміжної поліції. В травні 1942 тут організували гетто для євреїв, у якому утримувалися близько 400 людей з Заболоттівського району. 5 вересня 1942 року поліцаї з німецькими фельджандармами розстріляли всіх мешканців гетто — 382 людей у виритому поблизу рові. Після ліквідації гетто в Кримному облаштували трудовий табір. 9 січня 1943 року його також було ліквідовано після розстрілу там 101 єврея. Троє з причетних до цього поліцаїв отримали смертну кару тільки в 1980 році.
У Кримному була розташована центральна садиба колгоспу ім. Жданова. Основні галузі господарства — вирощування зернових і м'ясо-молочне тваринництво.
12 червня 2020 року село увійшло до складу новоствореної Дубечненської сільської громади, а 17 липня того ж року — до складу Ковельського району.

## Населення
Згідно з переписом УРСР 1989 року чисельність наявного населення села становила 2246 осіб, з яких 1075 чоловіків та 1171 жінка.
За переписом населення України 2001 року в селі мешкало 2019 осіб.

### Мова
Розподіл населення за рідною мовою за даними перепису 2001 року:
| Мова       | Відсоток |
| ---------- | -------- |
| українська | 99,95 %  |
| білоруська | 0,05 %   |